# 钻石岛
鑽石島位於金邊市東部美麗的四臂灣水城，湄公河、洞裏薩河以及百色河三河四水的交匯處，總面積為100萬平方米。

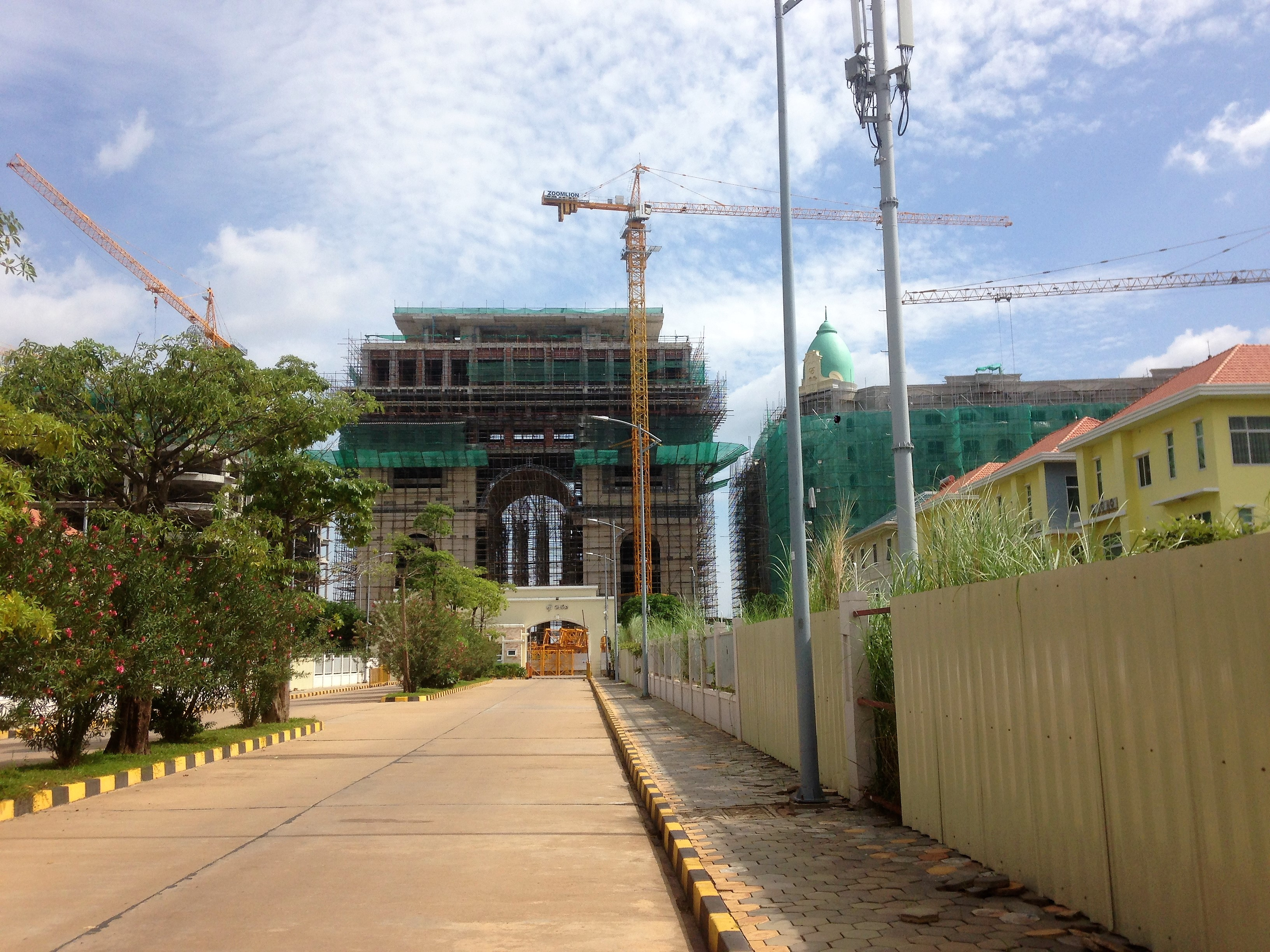
修建中的拱门，规模与巴黎凯旋门相当

## 投资与开发
- 2006年初，由柬埔寨华人富商方侨生阁下的加华集团旗下的海外柬華投資公司（OCIC）與金邊市政府簽訂開發鑽石島合約，成為首都第一個特別行政區管理的衛星城。在由海外柬華投資公司提交，經市政府協商通過的鑽石島建設規劃方案中，將有計畫地沿鑽石島四周，分期興建多棟高檔商用寫字樓、商用住宅樓、五星級酒店、會議展覽中心等，鑽石島中心地帶將規劃為高級別墅區。規劃方案中還將興建大型超級市場、學校、醫院和健身娛樂場所等生活、休閒配套設施，以方便島上居民和上班族的日常生活。除此之外，鑽石島的北端計畫建設一座555米高的遊覽觀光塔拔地而起，該設計意圖不謹可有效利用空間，也可讓國內外遊客有機會在高塔內俯瞰金邊的整體市容美景。觀光塔設計造型雄偉壯觀，建成後將成為柬埔寨首都金邊新的標誌性建築[2]，柬埔寨首相洪瑪奈授權於2023年10月20日星期五上午6點開始，暫時開放使用連接金銀島地區和鑽石島地區的新建橋樑。[3]

## 事故
- 金边踩踏事件

## 外部連結
- 柬埔寨「鑽石島」　已成華人「國中國」 （页面存档备份，存于）
- 柬埔寨信義區？ 金邊打造鑽石島  （页面存档备份，存于）